# Chapter 6: The Prisoner
"Capítulo 6: The Prisoner" es el sexto episodio de la primera temporada de la serie web estadounidense The Mandalorian, basada en los personajes de George Lucas. Se estrenó en Disney+ el 13 de diciembre de 2019. La serie sigue al Mandaloriano titular Pedro Pascal, un solitario cazarrecompensas que recolecta recompensas de los mejores postores. El episodio fue dirigido y escrito por Rick Famuyiwa y Christopher Yost. Mark Boone Junior, Bill Burr, Natalia Tena, Clancy Brown, Richard Ayoade e Ismael Cruz Cordova son coprotagonistas.

## Argumento
El Mandaloriano se acerca a su viejo amigo Ran, que ha reunido a una tripulación compuesta por el ex francotirador imperial Mayfeld, el hombre fuerte Devaroniano Burg, el piloto droide Zero y Xi'an, la mujer twi'lek que empuña su cuchillo para rescatar a Xi ' El hermano de An, Qin, un prisionero de la Nueva República. Al llegar al barco de la prisión, luchan a través de droides de seguridad y llegan a la sala de control donde un soldado de la Nueva República dispara un faro que alerta a la Nueva República. La tripulación rescata a Qin, pero cruza dos veces al Mandaloriano. Él escapa, aísla y derrota a cada miembro de la tripulación, luego captura a Qin. El Mandaloriano entrega Qin a Ran y sale con el dinero. Ran intenta enviar una cañonera tras el Mandaloriano para matarlo, pero la baliza de la Nueva República había sido colocada en Qin liderando un trío de X-Wings a la estación de Ran, que abrieron fuego contra el hangar. La última escena muestra a Mayfeld, Burg y Xi'an curando sus heridas en una celda en el transporte de la prisión, sin haber sido salvados.

## Producción

### Desarrollo
El episodio fue dirigido y escrito por Rick Famuyiwa y Christopher Yost.

### Música
Ludwig Göransson compuso la banda sonora del episodio.

## Recepción
En Rotten Tomatoes, el episodio tiene una calificación de aprobación del 81% con una calificación promedio de 7.34 / 10, basada en 21 reseñas. El consenso de críticos del sitio web dice: "El Prisionero opta por más acción del mundo de la semana, proporcionando muchos momentos divertidos pero poco impulso hacia adelante".
En una crítica positiva, Alan Sepinwall, de Rolling Stone, sintió que "como la mayoría de las series hasta este punto," The Prisoner "no es tan profundo como divertido. Y eso sigue funcionando lo suficientemente bien".
En una crítica negativa, Tyler Hersko, de IndieWire, declaró que "los últimos tres episodios de" The Mandalorian "han sido totalmente intercambiables, y no ha habido ningún desarrollo de la trama desde que el protagonista principal escapó del Gremio de cazarrecompensas con Baby Yoda en remolcar en el Episodio 3".